# Clive Thomas
John Clive Thomas, né le 22 juin 1936 à Treorchy, est un ancien arbitre gallois de football. 

## Carrière
Il a officié dans des compétitions majeures : 
- Coupe du monde de football de 1974 (2 matchs)
- Coupe d'Angleterre de football 1975-1976 (finale)
- Euro 1976 (1 match)
- Coupe du monde de football de 1978 (1 match)
- Coupe de la Ligue anglaise de football 1980-1981 (les deux finales)

Il est également l'arbitre du match aller de la C1 Kiev/Saint-Étienne 2-0, le 3 mars 1976.